# Fiedarki
Fiedarki (biał. Федаркі; ros. Федорки, Fiedorki) – wieś na Białorusi, w obwodzie witebskim, w rejonie dokszyckim, w sielsowiecie Berezyna. W 2009 roku liczyła 23 mieszkańców.